# Cognidium

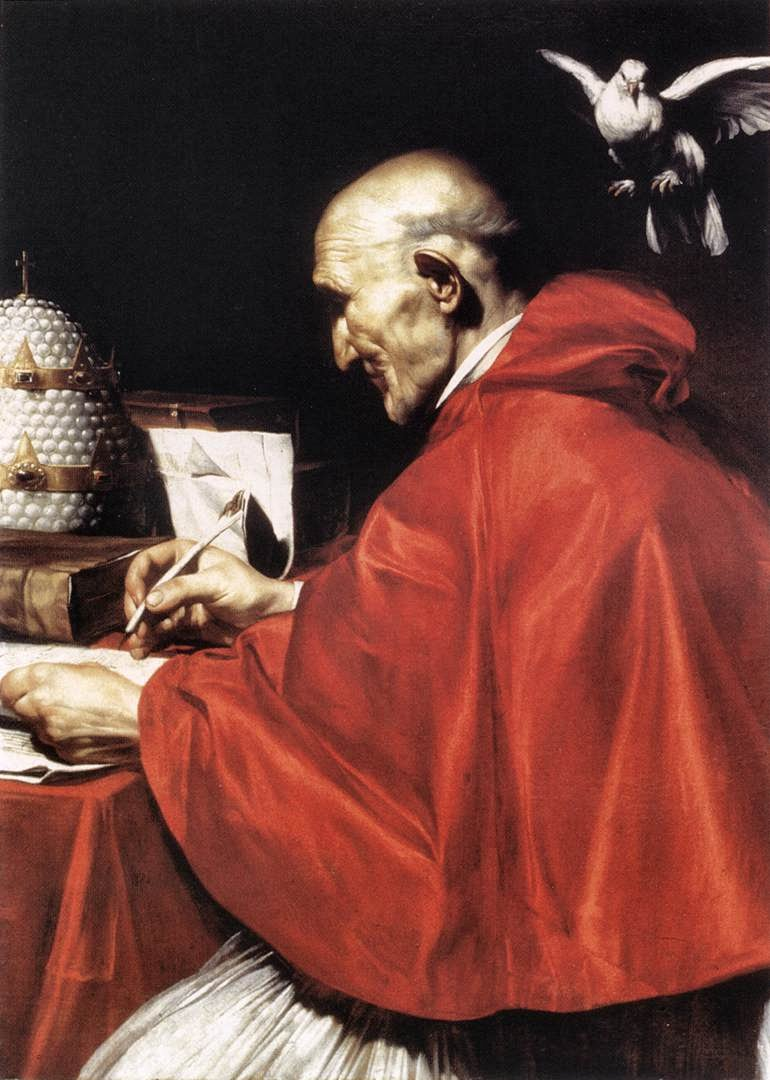
Papa Gregorio al tavolo scrittorio.

Il cognidium era una bevanda di lusso, di cui si ha notizia in epoca altomedievale. A menzionarla è Gregorio Magno, in una sua epistola, in cui ne fa richiesta a Eulogio, vescovo di Alessandria d'Egitto. La bevanda viene citata come possibile alternativa al colatum e al viritheum, bevande a noi ignote, ma che erano poco gradite allo scrivente.
Il contesto della lettera permette di stabilire la provenienza egiziana. Gregorio riconosce a Eulogio il merito di averla fatta conoscere in città l'anno prima. In precedenza, una bevanda diversa, ma con lo stesso nome, era commerciata in città da mercanti alessandrini.
Secondo il dizionario di Joseph Maria Stowasser, il nome latino potrebbe essere ricondotto al greco κωνῖζον (κωνίας οἶνος), ovvero vinum resinatum. Sempre secondo Stowasser, il viritheum potrebbe essere inteso per βρύτεον (biritheum), citato in Ateneo di Naucrati. Secondo Nino Tamassia, il cognidium dovrebbe esser stato un vino navigato, il suono del cui nome potrebbe richiamare, in via congetturale, un'altra bevanda del genere, il κυκεών (in italiano, ciceone).